# 米申巴赫
米申巴赫是德国莱茵兰-普法尔茨州的一个市镇。总面积3.50平方公里，总人口996人，其中男性495人，女性501人（2011年12月31日），人口密度285人/平方公里。